# Samovar
Pour le magazine satirique allemand en langue russe, voir Samowar.

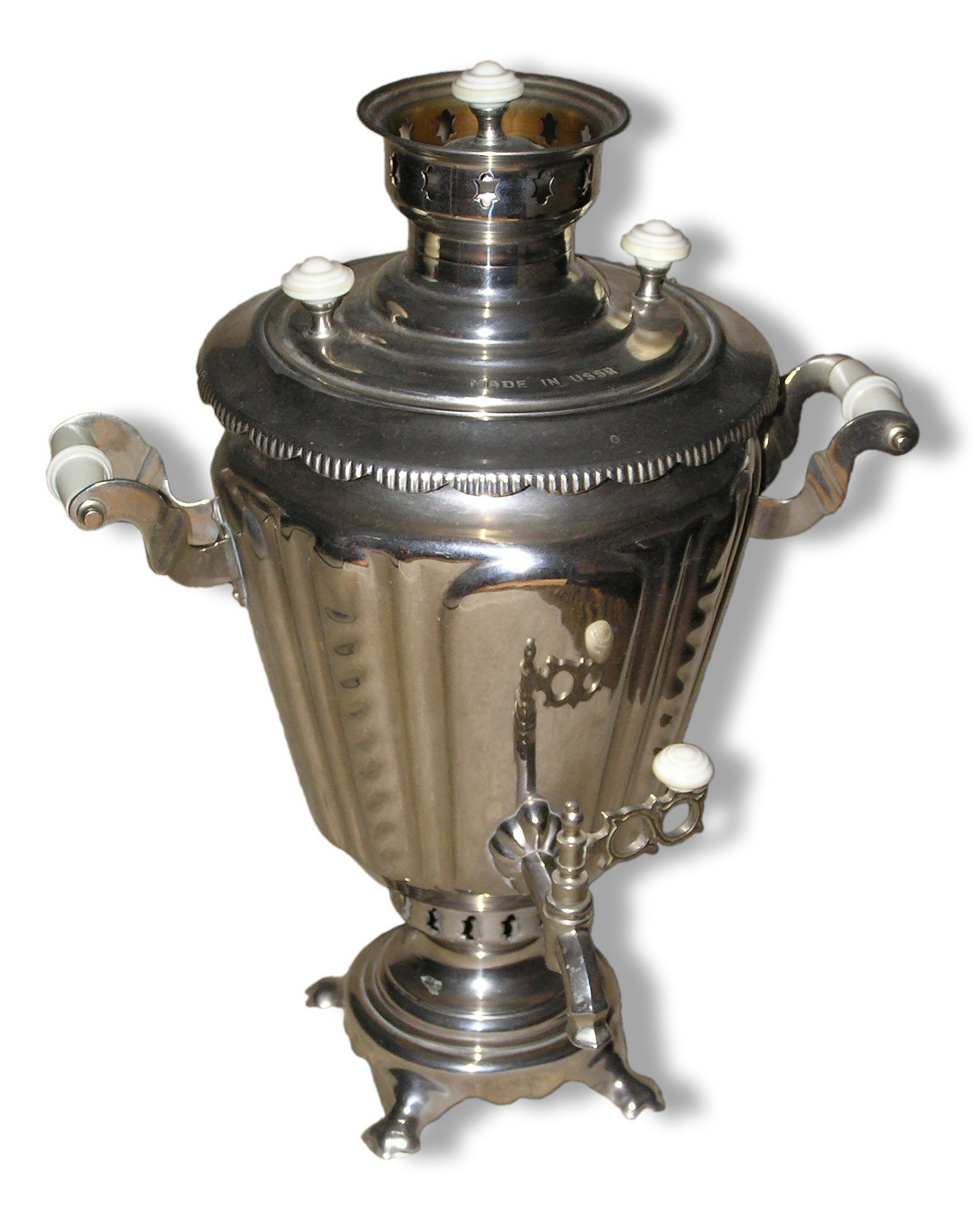
Un samovar conique plaqué argent.

Un samovar (en russe : самовар , en turc : semaver, en azéri : samovar, en arménien : սամովար, en persan : سماور et en arabe : سماور) est un ustensile domestique qui est utilisé pour faire bouillir l'eau du thé en Russie, en Azerbaïdjan, en Iran, en Irak, en Arménie, en Turquie, en Inde et dans quelques autres pays eurasiatiques.

## Étymologie
Le mot est probablement fabriqué à partir de deux mots russes, le pronom réflexif самый (sámyj) « soi-même » et le verbe варить (varít') « bouillir, cuire à la vapeur ». Ainsi, la traduction la plus exacte pourrait être : l'ustensile qui fait bouillir l'eau lui-même (tout seul). Toutefois, des recherches ont indiqué que le russe pourrait avoir emprunté le mot tatar sanabar signifiant « fontaine à thé »,.
Une hypothèse alternative est qu'il s'agirait d'une « traduction par éléments » du grec ancien : αὐθέψης / authépsēs signifiant lui aussi « qui bout de soi-même » et qui désignait un appareil analogue à la fois par la conception et par l'usage.

## Historique
Les samovars-cuisines apparaissent au XVIIIe siècle dans l'Oural et à Toula. Ils sont répartis en deux grandes catégories : ceux destinés à préparer la nourriture et ceux destinés à la préparation du thé.
Les archives du musée de Toula disposent de documents indiquant que le forgeron et industriel toulien Ivan Demidov se rend en 1701 dans l’Oural accompagné de cuivriers et en déduisent qu’à cette époque, les samovars sont déjà fabriqués à Toula.
En 1778, les frères Ivan et Nazar Lissitsyne font un samovar dans un petit atelier fondé par leur père, l’armurier Fedor Lissitsyne. L’atelier devient en 1803 une fabrique. C’est au cours du XIXe siècle que le samovar se répand à travers la Russie : à Saint-Pétersbourg, à Moscou, dans les provinces de Vladimir, de Yaroslavl, de Viatka.

## Description

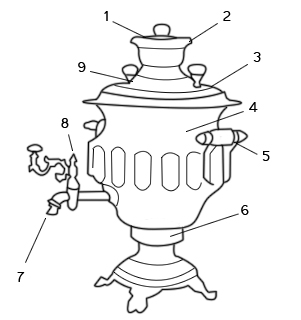
Schéma d'un samovar russe :
1. couvercle du foyer ;
2. piédestal pour la théière ;
3. couvercle du réservoir d'eau ;
4. réservoir d'eau ;
5. poignée ;
6. assise du réservoir ;
7. robinet ;
8. soupape.

Traditionnellement, le réservoir d'eau tronconique, est traversé par une cheminée cylindrique. Au bas de ce tuyau vertical, une grille horizontale est fixée afin de retenir le combustible (bois ou charbon). Elle se situe au niveau (6) sur le schéma. La partie basse de l'assise du réservoir est ajourée, pour laisser passer l'air frais et permettre un allumage facile. Lors de l'utilisation, le couvercle (1) est retiré, pour fixer un tuyau de cheminée extérieur. D'une longueur de 60 à 80 cm cette cheminée est munie d'une poignée, afin de pouvoir être enlevée aisément en fin de chauffe, et faciliter le déplacement de l'ustensile. La cheminée améliore le tirage. Le samovar est destiné à faire chauffer (bouillir) de l'eau. Le réservoir, appelé « corps de fontaine », est muni en partie basse d'un ou de plusieurs robinets (pour les gros modèles).  Après la chauffe, une théière de thé noir peut être placée sur le piédestal pour l’infusion. Ce thé est très fort, et sera versé avec parcimonie dans les tasses. Chacun ensuite selon son gout, ajoutera la quantité d’eau chaude qui lui convient. Adaptation moderne : le samovar peut être modifié grâce à un petit réchaud à alcool ou une résistance électrique intégrée.

## Dans la culture

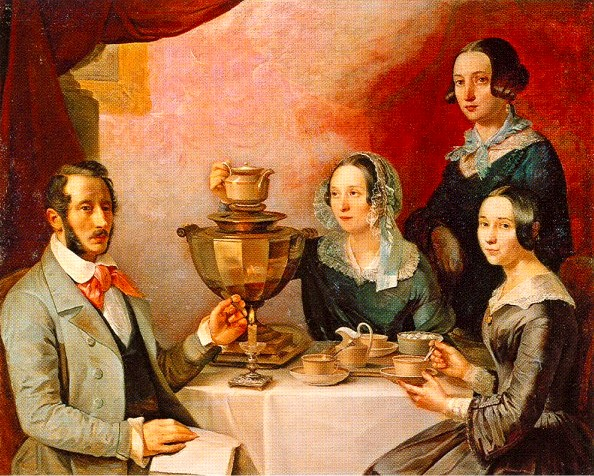
Portrait d'une famille en Russie en 1844 avec le samovar pour le thé.

- Dans la série de dessins animés russes Masha et Michka, l'ours Michka possède un samovar qui apparaît fréquemment dans de nombreux épisodes. Il est si grand que la petite fille doit utiliser un escabeau pour l'utiliser.
- Dans le dessin animé La Belle et la Bête, la cuisinière, transformée en théière, s'appelle Madame Samovar (« Mrs Potts » dans la version originale)
- Dans leur sketch Les Russes, Chevallier et Laspalès font mention du samovar dans une parodie de bénédiction (« qu'Il protège aussi Saint-Pétersbourg et le Samovar ! »)
- Dans son sketch, Popeck transforme la célèbre chanson de Jean Sablon écrite par Charles Trenet en « Vous qui passez samovar ».
- dans la littérature russe : Autour du samovar, par Léon Tolstoï (traduction française de 1890)[4]
- Dans la série télévisée Grace et Frankie, les cendres de Babe (l'amie décédée de Grace et Frankie) sont placées dans un samovar (fin de la saison 2 et début de la saison 3)
- Samovar, tableau réalisé par Kasimir Malevitch en 1913.
- Dans à À l'ombre des jeunes filles en fleur de Marcel Proust, Odette Swan dispose d'un samovar dans son salon de thé.
- Dans La Promesse de l'aube de Romain Gary, deuxième partie, chapitre XIX : « - Madame, le samovar n’a jamais pu s’acclimater sous nos latitudes - ce fut dit avec un tel air de regret navré que je crus presque voir le dernier troupeau de samovars mourant dans les profondeurs de quelque forêt française. ».

## Proverbe russe
"В Тулу со своим самоваром не ездят" (On ne va pas à Toula avec son samovar) : on n'apporte pas une chose là où elle existe déjà en abondance.